# The Tempest (opera)
The Tempest (in italiano La tempesta) è un'opera lirica in tre atti di Thomas Adès su libretto di Meredith Oakes, ispirata a La tempesta di William Shakespeare.

## Composizione
Dopo il successo della sua prima opera Powder Her Face (opera da camera basata sullo Scandalo della Duchessa di Argyll, rappresentato per la prima volta nel 1995), la Royal Opera House commissionò a Thomas Adès una nuova opera. Accantonato il progetto iniziale (un'opera basata sul suicidio di massa di Jonestown), Adès iniziò a lavorare con la sceneggiatrice australiana Meredith Oakes su La tempesta di Shakespeare. Il progetto della nuova opera divenne una collaborazione con il Teatro dell'Opera di Copenaghen e l'Opéra national du Rhin. 

L'opera fu rappresentata per la prima volta il 10 febbraio 2004 alla Royal Opera House di Londra, con un buon successo di pubblico. Nel 2007, in occasione del revival a Londra, fu realizzata un'incisione discografica a cura della EMI, e una registrazione video fu eseguita nel 2012, in occasione della prima rappresentazione al Metropolitan Opera di New York (in entrambe le occasioni protagonista dell'opera fu Simon Keenlyside nei panni di Prospero).
Nel 2012 lo stesso Adès ha diretto all'Accademia Nazionale di Santa Cecilia alcune pagine dell'opera, eseguite assieme alle musiche di scena realizzate da Pëtr Il'ič Čajkovskij e Jean Sibelius. Nel 2022 avviene finalmente la prima rappresentazione integrale italiana dell'opera al Teatro alla Scala, diretta dallo stesso compositore.

## Cast della prima assoluta
| Personaggio | Vocalità              | Interprete          |
| ----------- | --------------------- | ------------------- |
| Prospero    | baritono              | Simon Keenlyside    |
| Ariel       | soprano di coloratura | Cyndia Sieden       |
| Caliban     | tenore                | Ian Bostridge       |
| Miranda     | mezzosoprano          | Christine Rice      |
| Ferdinand   | tenore                | Toby Spence         |
| Alonso      | tenore                | Philip Langridge    |
| Antonio     | tenore                | John Daszak         |
| Stefano     | basso-baritono        | Stephen Richardson  |
| Trinculo    | controtenore          | Lawrence Zazzo      |
| Sebastian   | baritono              | Christopher Maltman |
| Gonzalo     | basso-baritono        | Gwynne Howell       |

## Trama

### Atto 1
Miranda, figlia del mago Prospero, chiede informazioni sulla nave che ha appena visto naufragare durante una tempesta ed approdare sulle spiagge dell'isola in cui sono reclusi da 12 anni. Prospero le rivela la verità sulla loro vita: in passato egli era Duca di Milano, ma, in seguito a una congiura ordita da suo fratello Antonio e dal Re di Napoli Alonso, è stato cacciato con sua figlia, all'epoca in fasce, ed abbandonato su una nave, che approdò proprio sull'isola in cui si trovano. Prospero, versato nelle arti magiche, ha piegato alla sua volontà il selvaggio Caliban, figlio della strega un tempo padrona dell'isola, e Ariel, spirito dell'aria, e con l'aiuto di quest'ultimo ha causato il naufragio della nave, che aveva a bordo la corte di Napoli, di ritorno dal matrimonio della figlia del Re. 

Prospero intende avere giustizia del torto che hanno subito lui e sua figlia, e separa Alonso dal figlio Ferdinand, di cui ben presto Miranda si innamora, contro il volere paterno, che lo imprigiona, temendo in lui una spia di Napoli.

### Atto 2
La Corte di Napoli, approdata in un'altra parte dell'isola (e spiata da Prospero ed Ariel, invisibili), si stupisce che il naufragio non abbia causato danni né alla nave né all'equipaggio ai passeggeri, eccezion fatta per Ferdinand, che il Re, suo padre, crede annegato. Invano il consigliere Gonzalo, Sebastian, fratello del Re, ed Antonio cercano di consolare l'animo tormentato di Alonso: anzi, grazie agli inganni di Ariel, la corte crede che Antonio canzoni il dolore del Re, che sta per essere quasi linciato dai nobili, ma l'entrata in scena di Caliban inquieta tutti presenti.

Caliban cerca, tra i nobili naufraghi (che lo canzonano e lo deridono) degli alleati per potersi vendicare di Prospero e riottenere il dominio dell'isola: solamente il buffone Trinculo e il servo Stefano, perennemente ubriachi, decidono di prestargli ascolto e attenzione, pregustandosi già, in base ai racconti del selvaggio, l'unione con Miranda, descritta come una bellezza impareggiabile.

La stessa Miranda intanto allevia le sofferenze di Ferdinand, e il giovane le giura eterno amore. Prospero, malinconicamente, osserva i due giovani, non visto.

### Atto 3
Mentre Caliban cerca di raggiungere la grotta del padrone con i due servi buffi, la corte di Napoli, stremata dal viaggio, cade vittima di un sonno incantato. Antonio, rimasto sveglio con Sebastian, cerca di convincerlo a uccidere suo fratello, per poter avere il trono di Napoli, destinato a Ferdinand. Proprio mentre i due uomini stanno per fare  mattanza del Re e della sua corte, la voce di Ariel risveglia Gonzalo e i nobili, impedendo l'omicidio; Prospero è disgustato dalla malvagità che non ha abbandonato il cuore del fratello e decide di preparare un altro incantesimo per tormentarlo. Ariel fa comparire di fronte alla corte un banchetto ricchissimo, che non riescono a toccare, poiché lo spirito, sotto forma di un'arpia, rinfaccia ad Alonso ed Antonio i loro delitti.

Ferdinand e Miranda, intanto, comunicano a Prospero la loro intenzione di sposarsi, e lui accetta di buon grado, poiché spera di riappacificare le dinastie di Milano e Napoli. Grazie all'aiuto di Ariel, la congiura di Caliban, Stefano e Trinculo viene sventata, e i tre vengono resi inoffensivi. Il mago si prepara quindi al gran finale: si mostra all'antico rivale, e gli restituisce il figlio, sposato con Miranda. Prospero perdona ai suoi traditori (ma Antonio non si lascia intenerire, e si dimostra sempre ostile nei confronti del magnanimo fratello), riacquista il suo ducato, e parte dall'isola con la corte, abbandonando le pratiche magiche, lasciando sull'isola il solo Caliban.

## Incisioni discografiche
| Anno | Cast (Prospero, Ariel, Caliban, Miranda, Ferdinand, Alonso)                               | Direttore   | Etichetta |
| ---- | ----------------------------------------------------------------------------------------- | ----------- | --------- |
| 2007 | Simon Keenlyside, Cyndia Sieden, Ian Bostridge, Kate Royal, Toby Spence, Philip Langridge | Thomas Adès | EMI       |

## Registrazioni video
| Anno | Cast (Prospero, Ariel, Caliban, Miranda, Ferdinand, Alonso)                           | Direttore   | Etichetta           |
| ---- | ------------------------------------------------------------------------------------- | ----------- | ------------------- |
| 2012 | Simon Keenlyside, Audrey Luna, Alan Oke, Isabel Leonard, Alek Shrader, William Burden | Thomas Adès | Deutsche Grammophon |